# 蒙福孔 (洛特省)
蒙福孔（法語：Montfaucon，法語發音：[mɔ̃fokɔ̃]）是法国洛特省的一个市镇，属于古尔东区。

## 地理
蒙福孔（44°41'16"N, 1°33'41"E）面积26.18 平方千米，位于法国奧克西塔尼大區洛特省，该省份为法国西南部内陆省份，北起顺时针与科雷兹省、康塔爾省、阿韦龙省、塔恩-加龙省、洛特-加龍省和多尔多涅省接壤。
与蒙福孔接壤的市镇（或旧市镇、城区）包括：塞涅尔格、勒巴斯蒂、卡尔吕塞、克尔德科斯、苏西拉克。

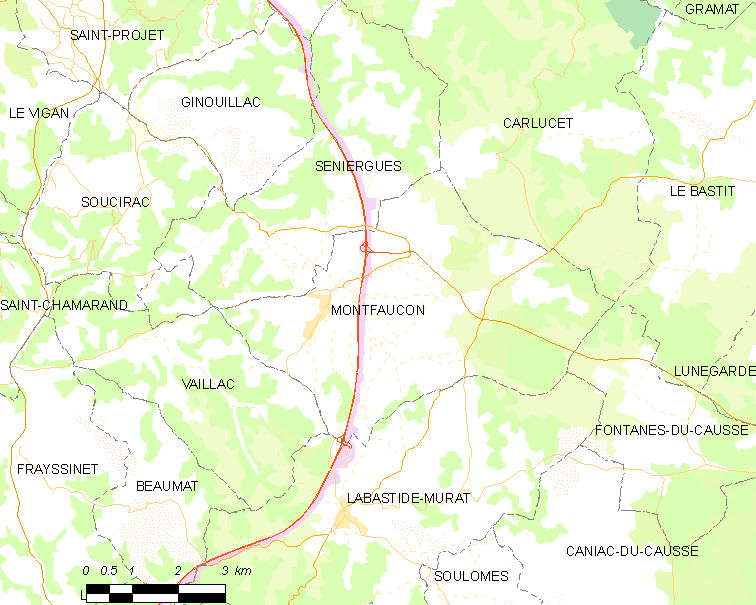
的OSM定位图

蒙福孔的时区为UTC+01:00、UTC+02:00（夏令时）。

## 行政
蒙福孔的邮政编码为46240，INSEE市镇编码为46204。

## 政治
蒙福孔所属的省级选区为科斯和布里亚讷县。

## 人口

1962-2008年间人口变化图示

蒙福孔于2022年1月1日时的人口数量为588人。